# Ugo Boniface
Pour les articles homonymes, voir Boniface.

a Compétitions nationales et continentales officielles uniquement.

b Matchs officiels uniquement.
Dernière mise à jour le 16 mai 2025.
Ugo Boniface, né le 21 juillet 1998 à Marmande, est un joueur français de rugby à XV jouant au poste de pilier gauche à de l'Union Bordeaux Bègles depuis 2022.
Il remporte la Champions Cup avec l'Union Bordeaux Bègles en 2025.

## Biographie

### Jeunesse et formation
Originaire du Lot-et-Garonne, Ugo Boniface découvre le rugby à Casteljaloux, en 2004, puis passe par le SU Agen, où il devient notamment champion de France cadet Gaudermen en 2014. Il rejoint ensuite l'Aviron bayonnais en 2016 avec son entraîneur Thomas Darracq.
Après son arrivée à Bayonne, il est sélectionné à plusieurs reprises en équipe des France de moins 19 ans en 2017,,. Puis, durant la même année, il est dans un premier temps convoqué en équipe de France des moins de 20 ans pour participer au Tournoi des Six Nations des moins de 20 ans 2017, durant lequel il joue trois matchs et marque un essai, contre l'Italie,. Puis, il participe à la Coupe du monde des moins de 20 ans 2017. Durant cette compétition, il joue quatre rencontres et marque trois essais. Les Français terminent à la quatrième place. À l'issue du mondial, il est désigné par World Rugby dans le quinze mondial de la compétition. Il est le seul français à y figurer,.

### Débuts professionnels à l'Aviron bayonnais (2017-2022)
Ugo Boniface fait ses débuts professionnels le 27 octobre 2017, à l'occasion de la dixième journée de Pro D2 de la saison 2017-2018, face à Soyaux Angoulême. Il profite de la descente de l'Aviron bayonnais en deuxième division pour pouvoir jouer avec l'équipe professionnelle. Pour sa première saison, il joue trois matchs. Durant celle-ci il participe au Tournoi des Six Nations des moins de 20 ans 2018 avec les Bleuets qu'il remporte, puis la Coupe du monde des moins de 20 ans 2018, qu'il remporte également,.
La saison suivante, en 2018-2019, l'Aviron bayonnais désormais entraîné par Yannick Bru, décide d'intégrer de nombreux jeunes joueurs à son groupe professionnel. Dix-huit joueurs sous contrat espoir ont ainsi porté le maillot de l’équipe première au cours de la saison. Cette nouvelle politique a ainsi permis à Ugo Boniface de jouer 22 matchs de Pro D2, dont la moitié en tant que titulaire.
Durant la saison 2019-2020, il est en concurrence à son poste avec l'expérimenté Aretz Iguiniz et Viliamu Afatia. Auteur de bonnes prestations la saison passée Ugo Boniface est de nouveau intégré à la rotation bayonnaise,. Bien que son club soit monté en Top 14, il joue 17 matchs toutes compétitions confondues, dont deux en Challenge européen.
Après une saison 2019-2020 prometteuse, Ugo Boniface est principalement concurrencé par Swan Cormenier pour la saison 2020-2021, après le départ à la retraite d'Aretz Iguiniz, qui l'a beaucoup aidé et accompagné depuis son arrivée à Bayonne. Cette saison, il s'impose comme le titulaire au poste et progresse beaucoup,. Cependant, en milieu de saison, il est victime de plusieurs fractures au pied gauche l'empêchant de jouer pendant trois mois.
Malgré la descente de son club en Pro D2 et les nombreuses offres pour le recruter, Ugo Boniface décide de rester à Bayonne pour la saison 2021-2022,. Il se blesse lors de la première journée de championnat, face à Agen, et manque ainsi le premier mois de la compétition. Ensuite, il joue le reste de la saison en tant que titulaire au poste de pilier gauche devant Swan Cormenier et Matis Perchaud. En fin de saison, il est nommé dans l'équipe type de la saison de Pro D2 par la LNR.

### Union Bordeaux Bègles (depuis 2022)
En novembre 2021, il est annoncé qu'Ugo Boniface rejoindra l'Union Bordeaux Bègles à l'issue de la saison 2021-2022. À 23 ans, il a pour rôle de remplacer Thierry Paiva, parti au Stade rochelais. Quelques mois plus tard, son transfert est officialisé et il signe à l'UBB un contrat de deux ans, le liant au club girondin jusqu'en 2024. Il joue son premier match avec son nouveau club lors de la deuxième journée de Top 14 de la saison 2022-2023, face à Montpellier. Deux semaines plus tard, il connaît sa première titularisation, face à son ancien club, Bayonne. Son début de saison est cependant stoppé lorsqu'il doit se faire opérer d'un ménisque, séquelle d'une blessure contractée la saison passée à Bayonne, l'écartant des terrains durant au moins deux mois. Il fait son retour à la compétition en janvier 2023, lors de la 15e journée face à l'Aviron bayonnais. Deux semaines plus tard, il inscrit son premier essai avec l'UBB, à l'occasion d'un match de Champions Cup contre Gloucester.
Le 28 juin 2024, il est remplaçant en finale du Top 14, organisée exceptionnellement au Stade Vélodrome de Marseille, face au Stade toulousain. Les bordelais ne parviennent pas à inquiéter les toulousains et s'inclinent sur le large score de 59 à 3.
Le 24 mai 2025, il est remplaçant en finale de la Champions Cup au Millennium Stadium de Cardiff face aux Northampton Saints et entre à la 58e minute à la place de Jefferson Poirot. Les bordelo-bèglais s'imposent 28 à 20 face aux anglais et remportent ainsi le premier titre de l'histoire du club.

## Statistiques

### En club
Au 12 octobre 2022, Ugo Boniface compte 82 matchs joués toutes compétitions confondues en club dont 79 avec l'aviron bayonnais et 3 avec l'UBB. Il a joué 34 matchs de Top 14, 46 de Pro D2 et 2 en Challenge européen. Il n'a marqué qu'un seul essai, en septembre 2020 avec Bayonne.
| Saison                      | Club                        | Championnat   | Championnat | Championnat | Coupe d'Europe                         | Coupe d'Europe                         | Coupe d'Europe                         |
| Saison                      | Club                        | Compétition   | Matchs      | Essais      | Compétition                            | Matchs                                 | Essais                                 |
| --------------------------- | --------------------------- | ------------- | ----------- | ----------- | -------------------------------------- | -------------------------------------- | -------------------------------------- |
| 2017-2018                   | Aviron bayonnais            | Pro D2        | 3           | -           | Pas de qualification en Coupe d'Europe | Pas de qualification en Coupe d'Europe | Pas de qualification en Coupe d'Europe |
| 2018-2019                   | Aviron bayonnais            | Pro D2        | 22          | -           | Pas de qualification en Coupe d'Europe | Pas de qualification en Coupe d'Europe | Pas de qualification en Coupe d'Europe |
| 2019-2020                   | Aviron bayonnais            | Top 14        | 15          | -           | Challenge européen                     | 2                                      | -                                      |
| 2020-2021                   | Aviron bayonnais            | Top 14        | 16          | 1           | Challenge européen                     | -                                      | -                                      |
| 2021-2022                   | Aviron bayonnais            | Pro D2        | 21          | -           | Pas de qualification en Coupe d'Europe | Pas de qualification en Coupe d'Europe | Pas de qualification en Coupe d'Europe |
| Total Aviron bayonnais      | Total Aviron bayonnais      | Pro D2/Top 14 | 77          | 1           | Coupes d'Europe                        | 2                                      | 0                                      |
| 2022-2023                   | Union Bordeaux Bègles       | Top 14        | 4           | -           | Champions Cup                          | 2                                      | 1                                      |
| Total Union Bordeaux Bègles | Total Union Bordeaux Bègles | Top 14        | 4           | 0           | Champions Cup                          | 2                                      | 1                                      |
| Total                       | Total                       | Top 14        | 81          | 1           | Coupes d'Europe                        | 4                                      | 1                                      |

### International
Ugo Boniface a disputé plusieurs des moins de 19 ans en 2017. Avec l'équipe de France des moins de 20 ans, il a disputé quatorze matchs en deux saisons, prenant part à deux éditions du Tournoi des Six Nations en 2017 et 2018 et à deux éditions du championnat du monde junior en 2017 et 2018. Il a inscrit quatre essais, soit vingt points.

## Palmarès

### En club
- Vainqueur du Championnat de France de 2e division en 2019 et 2022 avec l'Aviron bayonnais.
- Finaliste du Championnat de France en 2024 avec l'Union Bordeaux Bègles.
- Vainqueur de la Champions Cup en 2025 avec l'Union Bordeaux Bègles.

### En sélection nationale
- Vainqueur du Championnat d'Europe des moins de 18 ans en 2016 avec l'équipe de France des moins de 18 ans[33]
- Vainqueur du Tournoi des Six Nations des moins de 20 ans en 2018 avec l'équipe de France des moins de 20 ans.
- Vainqueur du Championnat du monde junior en 2018 avec l'équipe de France des moins de 20 ans.